# Peltacanthina thoracica
Peltacanthina thoracica är en tvåvingeart som beskrevs av Friedrich Georg Hendel 1914. Peltacanthina thoracica ingår i släktet Peltacanthina och familjen bredmunsflugor.
Artens utbredningsområde är Gabon. Inga underarter finns listade i Catalogue of Life.